# 히가시야마역 (홋카이도)
히가시야마역(일본어: 東山駅 히가시야마에키[*])은 일본 홋카이도 가야베 군 모리정에 있는 홋카이도 여객철도 하코다테 본선의 철도역이었다.

## 역 구조
1면 1선의 단선식 승강장을 가지고 있는 지상역이다. 승강장은 침목으로 만들어져있으며, 역사는 없다. 승강장으로의 진입 도로는 정비되어 있지 않으며 가장 가까운 건널목까지 선로 옆으로 작은 인도가 있다. 모리 역에서 관리하는 무인역이다.

### 승강장
| ■ 하코다테 본선 | 하코다테 · 모리 · 오샤만베 방면 |

## 역 주변
주변은 민가도 거의 없는 과소지이다.
- 국도 제5호선

## 역사
- 1943년 2월 26일 - 일본국유철도의 히가시야마 신호장으로 개설됨.
- 1949년 8월 1일 - 임시 승강장이 되면서 여객 취급 개시.
- 1987년 4월 1일 - 일본국유철도 분할 민영화로 홋카이도 여객철도가 계승. 동시에 역으로 승격됨.
- 1990년 3월 10일 - 영업 거리 설정.
- 2007년 10월 - 역 번호 부여. H63.
- 2017년 3월 4일: 역 업무를 폐지.

## 인접한 역
| 홋카이도 여객철도 하코다테 본선 | 홋카이도 여객철도 하코다테 본선 | 홋카이도 여객철도 하코다테 본선 |
| ------------------------------- | ------------------------------- | ------------------------------- |
| H65 고마가타케 하코다테 방면    | ■ 하코다테 본선                 | H63 히메카와 오샤만베 방면      |